# Homalocephaloidea
Los homalocefaloideos (Homalocephaloidea) son una superfamilia de dinosaurios marginocéfalos paquicefalosaurianos que vivieron entre el Cretácico superior (hace aproximadamente 80 y 65 millones de años, en el Campaniense y el Maastrichtiense) en Asia y Norteamérica.

## Sistemática
Homalocephaloidea se define como el ancestro común más reciente de Homalocephale y Pachycephalosaurus y todos sus descendientes.

### Taxonomía
- Superfamilia Homalocephaloidea
  - Homalocephale
  - Ornatotholus?
  - Familia Pachycephalosauridae
    - Amtocephale
    - Stegoceras
    - Goyocephale
    - Gravitholus?
    - Subfamilia Pachycephalosaurinae
      - Tylocephale
      - Prenocephale
      - Sphaerotholus
      - Colepiocephale
      - Hanssuesia
      - Alaskacephale
      - Tribu Pachycephalosaurini
        - Stygimoloch
        - Dracorex
        - Pachycephalosaurus